# Lauw
Lauw (deutsch Aue (Elsass)) ist eine französische Gemeinde mit 896 Einwohnern (Stand 1. Januar 2022) im Département Haut-Rhin in der Region Grand Est (bis 2015 Elsass). Sie gehört zum Arrondissement Thann-Guebwiller, zum Kanton Masevaux-Niederbruck und zum Gemeindeverband Vallée de la Doller et Soultzbach.

## Geografie
Lauw liegt 25 Kilometer westlich von Mülhausen im Tal der Doller nahe der Grenze zur Region Franche-Comté und ist Teil des Regionalen Naturparks Ballons des Vosges.

## Geschichte
Von 1871 bis zum Ende des Ersten Weltkrieges gehörte Aue als Teil des Reichslandes Elsaß-Lothringen zum Deutschen Reich und war dem Kreis Thann im Bezirk Oberelsaß zugeordnet.
Es hatte einen Bahnhof an der mittlerweile stillgelegten Bahnstrecke Cernay–Sewen, in den auch die zwischen 1914 und 1925 bestehende Bahnstrecke Montreux-Vieux–Lauw mündete.

### Bevölkerungsentwicklung
| Jahr      | 1910 | 1962 | 1968 | 1975 | 1982 | 1990 | 1999 | 2007 | 2017 |
| --------- | ---- | ---- | ---- | ---- | ---- | ---- | ---- | ---- | ---- |
| Einwohner | 844  | 733  | 768  | 804  | 933  | 948  | 928  | 985  | 915  |

## Sehenswürdigkeiten
Die Kirche St. Eligius (Saint-Éloi) wurde zwischen 1868 und 1871 errichtet.
|  |  |  |

## Nachweise
1. 1 2  Gemeindeverzeichnis Deutschland 1900 – Kreis Thann
2. ↑  Eisenbahnatlas Frankreich. Bd. 1: Nord – Atlas ferroviaire de la France. Tome 1: Nord. Schweers + Wall, Aachen 2015. ISBN 978-3-89494-143-7, Taf. 69, A1.